# Syrue Ijesus
Syrue Ijesus (gyyz: ሣርወ ኢየሱስ, co znaczy Armia Jezusa; imię tronowe Mihrika Nań: ምሕርከ ናኝ, co można tłumaczyć jako ten który rozdziela [lub rozdaje] Twoje [w sensie boże] miłosierdzie) – cesarz Etiopii z 1433 roku. Pochodził z dynastii salomońskiej i był starszym synem Tekle Marjama. Według egiptologa i orientalisty Ernesta Alfreda Thompsona Wallisa Budge, Syrue Ijesus rządził Cesarstwem Etiopii zaledwie ponad cztery, bądź osiem miesięcy i zmarł na dżumę dymieniczą. Z kolei szkocki podróżnik, James Bruce, przebywający w Etiopii w drugiej połowie XVIII wieku, odnotował, że niektóre etiopskie listy władców omijają tego władcę.